# Casa individuală de pe str. Mihail Kogălniceanu, 66 (Chișinău)
Casa individuală de pe str. Mihail Kogălniceanu, 66 a fost o clădire amplasată pe str. Mihail Kogălniceanu, 66 în Chișinău, Republica Moldova. Este un monument arhitectural și de artă de importanță națională inclus în Registrul monumentelor Republicii Moldova ocrotite de stat cu nr. 146 (municipiul Chișinău). Data de la sf. sec. XIX – înc. sec. XX.
Era o casă construită din piatră, element al fondului construit. Fațada casei era în zidărie aparentă din piatră fățuită. Intrarea era soluționată într-un atic de forme curbe. Ferestrele aveau cornișe decorative și panouri instalate sub pervaz.
Clădirea a fost demolată la începutul secolului al XXI-lea.